# Morrió (cava)

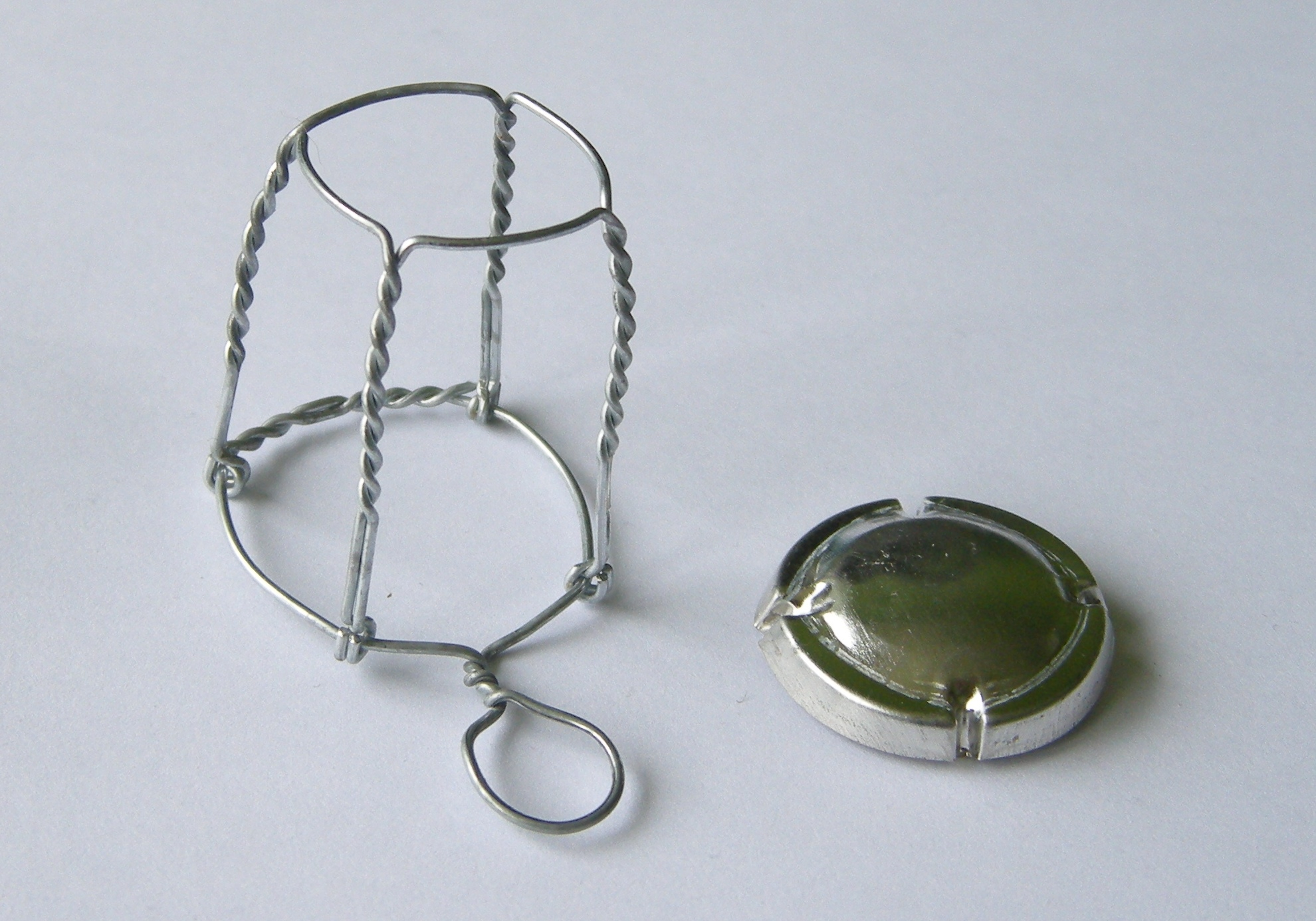
Morrió amb la placa de cava separada

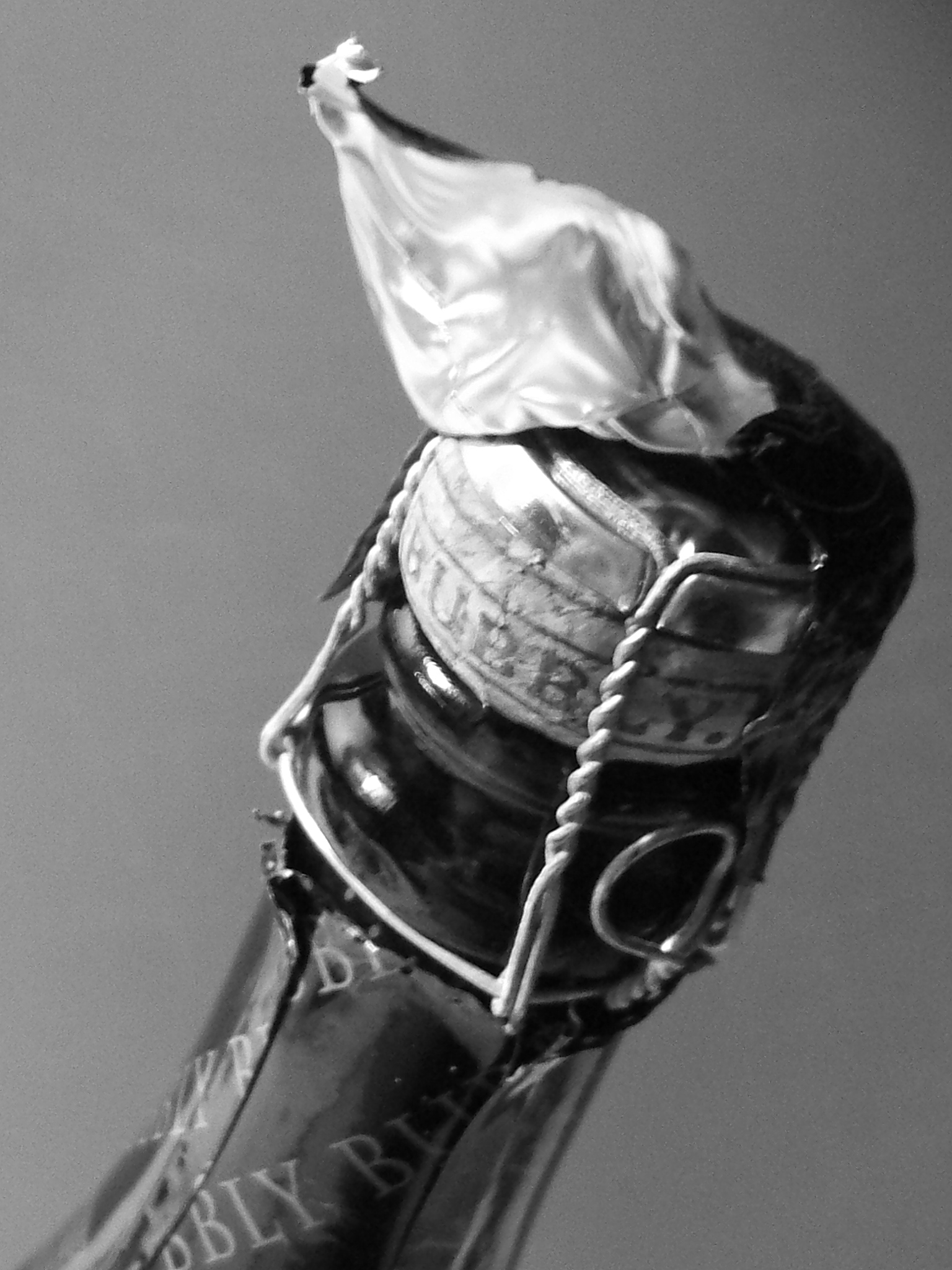
Tap de suro, morrió i càpsula a mig obrir

El morrió és una peça de filferro que serveix per a subjectar el tap de suro de l'ampolla de Cava, vi escumós o cervesa. Assegura que el tap es mantingui tancat, malgrat les 7 atmosferes de pressió que es creen dins l'ampolla per la generació de diòxid de carboni que provoca la segona fermentació del cava.

## Elements
Es compon de tres parts muntades com una sola peça:
- Anell inferior fet de filferro galvanitzat, que a vegades està lacat, que s'estreny al voltant del coll de l'ampolla girant sis mitges voltes sobre si mateix, formant un llaç.
- El propi cos o gàbia, format per quatre filferros separats (les potes) i una part superior de filferro galvanitzat, de vegades lacat.
- Una tapa circular metàl·lica en llauna electrolítica, envernissada i litoimpresa o envernissada i en relleu, anomenada placa de cava, que evita que el filferro s'incrusti en el suro.

Normalment el morrió es presenta recobert per una càpsula d'alumini, amb un obre-fàcil.

## Història
La idea d'utilitzar taps de suro per al vi, i posteriorment al cava, s'atribueix a Dom Pérignon (1638-1715), en observar el tancament de les carbasses que portaven els peregrins en tornar de Santiago de Compostel·la. Anteriorment, les ampolles es tancaven amb taps de fusta embolicats amb cànem mullat amb oli i després segellats amb cera.
Per al cava, inicialment el tap s'assegurava amb una corda, generalment de cànem, i posteriorment amb filferro. El 5 de juliol de 1844, el comerciant Adolphe Jacquesson, de Châlons-en-Champagne, va patentar la utilització de la placa de cava entre el tap de suro i el cànem o filferro, evitant així que aquests s'incrustessin en el suro sota la pressió, cosa que provocava fuites de gas o líquid.
Dos anys més tard, el 3 de juliol de 1846, O. Delagrange va patentar el sistema de grapes metàl·liques en forma d'U (agrafes), utilitzat per assegurar els taps provisionals en la segona fermentació, que també s'han comercialitzat com a fixació definitiva d'expedició, però que complica el destapat de l'ampolla.
Al voltant de 1855, Nicaise Petitjean, d'Avize prop d'Epernay, va patentar una màquina de lligar cordes, que amb una acció de palanca augmentava la força per deu vegades i permetia l'ús de lligams reforçats, simplificant així el treball manual i fent més segur el tap. El lligat es completava amb uns filferros caragolats que es col·locaven amb l’ajut d’una pinça cisalla. El problema era que llavors es necessitaven unes pinces especials o un ganxo per tallar el filferro i obrir l'ampolla, creant dificultats per al consumidor que els comerciants solien intentar evitar oferint aquests articles com a regals als seus clients. Per evitar aquestes molèsties i sobretot el risc de lesions al desenganxar, s'hi va afegir una anella preformada, de vegades equipada amb un botó de plom estampat amb el nom del comerciant.
Les primeres gàbies de filferro es van fabricar cap al 1880, tal com apareixen als catàlegs dels fabricants del segle XIX (Hemart & Lenoir, Taillard, Lemaire). La corda encara formava part del tancament en aquest punt, amb la gàbia de filferro que substituïa el cable d'unió i s'adaptava a la corda. Les millores en la tecnologia de gàbia de filferro van permetre eliminar completament la corda. Aquests primers dissenys eren molt simples, només tres o quatre fils amb un petit forat al mig (la gàbia de filferro de tres fils era originàriament exclusiva de la casa de Pommery a Reims). Llavors, el 1884, l'enginyer mecànic René Lebegue va ser contractat com a cap de gestió de materials de la gran casa de xampany Moët & Chandon a Epernay, amb una responsabilitat especial per revisar l'ús de la gàbia de filferro. Les proves inicials van tenir èxit i Moët & Chandon van adoptar la gàbia de filferro de tres fils (de fabricació pròpia) en lloc de corda i filferro. Va ser idea de René Lebegue adaptar la gàbia de filferro de Moët & Chandon amb un anell que es desenrotllava per desenganxar. Com va resultar, un tal M. Hotmarwaleck tenia una reivindicació prèvia d'aquest invent, de manera que René Lebegue el va adaptar utilitzant un soldador per estanyar les potes retorçades de l'anell. Això tenia l'avantatge afegit de donar més seguretat a l'anell.
Les primeres plaques de cava impreses van aparèixer a principis del segle XX.